# BV 155 (航空機)

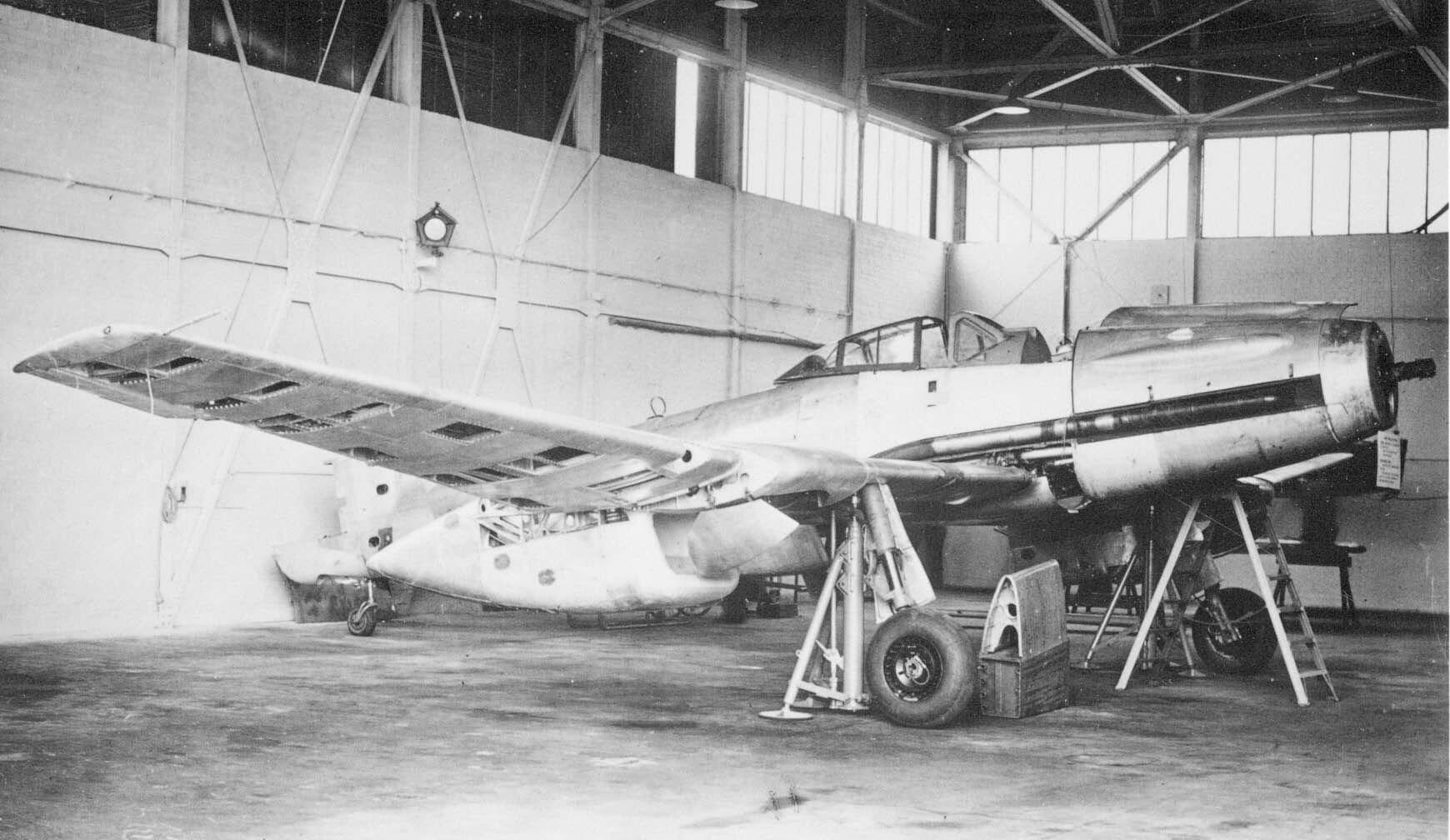
BV 155 V2

ブローム・ウント・フォス BV 155（Blohm & Voss BV 155）は、第二次世界大戦時にドイツで試作された高高度戦闘機である。

## 概要
当初、本機は1942年からメッサーシュミットにおいて艦上戦闘機・Me155として開発された。当時、空母グラーフ・ツェッペリンの建造が遅れており、その艦載機として開発したBf109Tは量産もされず、10機の増加試作機も陸上基地へ転用せざるを得なかった。そこで本機は後継機として位置づけられ、当時の主力戦闘機だったBf109とできるだけ部品を共用化し、早急な開発および生産が求められた。ところが1943年に肝心の空母を含めた全ての水上艦の建造が中止されてしまい、艦上戦闘機を開発する目的自体が消滅してしまった。やむなく急降下爆撃機として開発を続行したが、ドイツが攻勢から守勢に転じると、要撃機の開発が優先されたことで再度中止となった。
それでもメッサーシュミット社ではMe155の開発を諦めず、計画を高高度戦闘機に再度変更して継続した。Me155Bと呼ばれたこの型は、新型の胴体に長大な主翼を持つ機体だったが、翼や降着装置は他のメッサーシュミット社製の機種からの流用になる予定だった。しかし、ここにきてメッサーシュミット社はMe262等の開発に忙殺されていたため、ドイツ空軍省の命令により1943年途中からブローム・ウント・フォス社に担当が代わることになった。
ブローム・ウント・フォス社ではMe155の設計を破棄し、新規にBV155として開発することになった。改めて設計し直された機体は、与圧キャビンを備えた特徴のある形状に仕上がった。長大な主翼（層流翼を採用した）の中ほどに大きな冷却器を配し、Ju87Dから流用した主脚は、外側引き込み式ながら広い脚轍間距離を有していた。当然のことながら、Bf109シリーズとの共通部品はなくなっている。
しかし、開発経緯の混乱から製作作業も進まず、試作機の初飛行は1945年2月になった。その後のテスト飛行においても、排気タービン過給機のトラブルで満足に飛行できず敗戦を迎えた。完成したのは試作1号機と2号機で、3号機が敗戦時に7割以上完成した状態だった。

## スペック
155B1
- 全長：11.81 m
- 全幅：20.17 m
- 全高：4.17 m
- 翼面積：38.5 m2
- 全備重量：5,613 kg
- エンジン：ダイムラー・ベンツ DB603U 1,810hp×1(TK15スーパーチャージャー付き)
- 最大速度：690 km/h
- 実用上限高度：16,830 m
- 航続距離：1,440 km
- 武装
  - 30mm MK108機関砲×1
  - 20mm MG151/20機関砲×2
- 乗員 1名